# Trini Trimpop
Trini Trimpop, egentligen Klaus-Dieter Trimpop, född 10 juni 1951. Före detta trummis i det tyska punkbandet Die Toten Hosen och filmmakare.
Trini Trimpop kom till Düsseldorf 1976 efter att ha studerat fyra år i Siegen, för att fortsätta sina studier i socialpedagogik. Under tiden i Düsseldorf insåg han att han ville satsa på att spela in film. Hans första film blev Blitzkrieg Bop som filmades med Super-8. 1984 blev han finansierad av Brigitte Bühler för att, tillsammans med Klaus Maeck, spela in Decoder som är hans hittills största film.
År 1980, efter inspelningen av Humanes töten, lärde han känna några av dem som han senare kom att spela tillsammans med i Die Toten Hosen, då han blev erbjuden att spela in bandet ZK:s avskedsturné. Efter att ZK upplösts, i november 1981 ringde Die Toten Hosens blivande frontfigur Campino upp Trini, som tidigare spelat i ett annat punkband från Düsseldorf, der KFC (der Kriminalitätsförderungsclub). Tillsammans med Breiti och Walter November (från Aram und die Schaffner) och Kuddel och Andi (från ZK) bildade de 1982 punkbandet Die Toten Hosen.  Trimpop lämnade bandet 1985 men kom tillbaka 1986 som deras manager, vilket han förblev tills 1992. Efter det blev Trini musikjournalist, vilket han var i fem år. Sedan dess har han sysslat med olika mindre projekt.